# Xàkhovo (Nijni Nóvgorod)
|  | Per a altres significats, vegeu «Xàkhovo». |

Xàkhovo (en rus: Шахово) és un poble de l'óblast de Nijni Nóvgorod, a Rússia, segons el cens del 2010 tenia 15 habitants, pertany al municipi de Mojarov Maidan. Es troba a la vora del riu Suri, prop de la desembocadura del Piana.